# نحل طنان
النَّحْلَةُ الطَّنَّانَةُ أو الطَّنَّانَةُ (الاسم العلمي: Bombus)، جنس من فصيلة النحلية. ولها أكثر من 250 نوع معروف، وموطنه بالأساس في نصف الكرة الأرضية الشمالي، رغم أنه يتواجد أيضا في نيوزلندا وولاية تسمانيا في أستراليا.
النحلة الطنانة حشرة اجتماعية، ولون جسمها أسود وشعرها أسود وأصفر.
مثل نحل العسل تتغذي النحلة الطنانة على الرحيق وتجمع حبوب اللقاح لتطعمه لصغارها.
بالمقارنة مع نحل العسل، تكون النحلة الطنانة أكبر حجمًا وأكثر اتساعًا في جسمها. وللعديد من أنواع الطنان لسان طويل يمكنه جمع رحيق الأزهار ذات البناء الأنبوبي. كما أن جسم الطنان مستدير ومغطى بشعر ناعم، وهذه الخصائص تمنحها مظهرًا شبيهًا بالحيوانات المفترسة ذات الفراء.
أما أنماط الألوان لديها فتعد ألوان تحذيرية، غالبًا ما تكون بخطوط عرضية باللونين المتباينين. وتستطيع إناث الطنانة اللدغ عدة مرات، ولكنها عادةً لا تهاجم البشر والحيوانات الأخرى.